# Lehi (Utah)
Lehi – miasto w stanie Utah, USA. Leży w hrabstwie Utah. Nazwa miasta pochodzi od Lehiego - proroka z Księgi Mormona.

## Dane
- Populacja: 19028 mieszkańców (według spisu ludności z 2000 roku)
- Powierzchnia całkowita: 53,3 km² (20,6 mi²)
- Powierzchnia lądu: 52,6 km² (20,3 mi²)
- Powierzchnia wody: 0,6 km² (0,2 mi²) (1,17%)